# Wim Raymaekers
Wim Raymaekers (Hasselt, 4 aprile 1985) è un allenatore di calcio ed ex calciatore belga, di ruolo difensore, tecnico del Schoonbeek-Beverst.

## Carriera
Ha giocato nella massima serie belga e nella Indian Super League.